# Предельная ошибка выборки
Предельная ошибка выборки (также предельная погрешность выборки) — статистическая величина, определяющая, с определённой степенью вероятности, максимальное значение, на которое результаты выборки отличаются от результатов генеральной совокупности. Составляет половину длины доверительного интервала.
Пример использования: «средний рост студента первого курса составляет 180 ± 20 см с вероятностью 95 %».
Здесь:
- 180 см — среднее значение выборки;
- 95 % — доверительная вероятность (коэффициент надёжности);
- 160—200 см — доверительный интервал;
- 20 см — предел погрешности.

Толкование: «с вероятностью 95 % истинное среднее значение генеральной совокупности лежит в интервале 160—200 см».
Для нормального распределения:
{\displaystyle {\overline {x}}\pm z{\frac {\sigma }{\sqrt {n}}}}
где, {\displaystyle {\overline {x}}} — среднее значение, z — Z-оценка (зависит от выбранной доверительной вероятности), {\displaystyle {\sigma }} — среднеквадратическое отклонение, n — размер выборки.
Пределом относительной погрешности называют величину:
{\displaystyle \varepsilon ={\frac {\Delta _{x}}{\overline {x}}}\cdot 100\%}